# Cirrus uncinus
Cirrus uncinus is een wolkensoort en is onderdeel van een internationaal systeem om wolken te classificeren naar eigenschap volgens de internationale wolkenclassificatie. De naam van de wolkensoort komt van het wolkengeslacht cirrus, met als betekenis 'haarlok', en de term uncinus, met als betekenis haak- of klauwvormig.
De cirrus uncinus hoort bij de familie van hoge wolken. Cirri uncini ontstaan doordat uit wolkenlokken kleine ijskristallen vallen, die door de wind meegevoerd worden. Ze komen achter elkaar terecht en zo lijken ze voor de waarnemer lange, haarlokachtige draden.
Uit een momentopname van de cirrus uncinus is geen weersvoorspelling te trekken. Voor een goede weersvoorspelling moet men namelijk de ontwikkeling van de wolken volgen. Als de sluiers in de komende uren dun en los uitzien, mag men aanhoudend mooi weer voorspellen. Als ze echter dikker worden, kan men slecht weer verwachten.